# Batroc el saltador
Batroc el saltador (Georges Batroc; en inglés Batroc the Leaper, a veces Batroc ze Leaper) es un personaje aparece en los cómics estadounidenses publicados por Marvel Comics. Creado por el escritor Stan Lee y el artista Jack Kirby, apareció por primera vez en Tales of Suspense # 75, 1966. Él es un mercenario y un maestro de la forma francesa de kick boxing conocido como savate. El escritor Mark Waid describió al personaje como adelantado a su tiempo, y explicó: «Era un Jean-Claude Van Damme, pero estaba en la década de 1960».
Georges St-Pierre interpreta al personaje en la película del Universo cinematográfico de Marvel Captain America: The Winter Soldier (2014), y en las series de televisión The Falcon and the Winter Soldier y What If...? (ambas de 2021).

## Historial de publicaciones
El personaje de Batroc, creado por Stan Lee y Jack Kirby, apareció por primera vez en Tales of Suspense #75 en marzo de 1966. Desde entonces ha vuelto a reaparecer en varios títulos de Marvel.
Vistiendo un nuevo traje diseñado por John Romita Jr., Batroc ejerció de lugarteniente principal de Klaw en el primer arco de la serie Black Panther de Reginald Hudlin.

## Biografía
Georges Batroc nació en Marsella, Francia, y sirvió en la legión extranjera francesa. Él es un francés disfrazado de mercenario que se especializa en el savate (también conocida como "La Boxe Française"), una forma de kickboxing, con habilidades acrobáticas y articular una flexibilidad inusual. A pesar de que ha aparecido principalmente en las páginas de Capitán América, también ha enfrentado a Punisher, Spider-Man, Deadpool, Hawkeye, Puño de Hierro y Gambito. Batroc ha llevado en ocasiones a su propio equipo "brigada de Batroc", aunque la membresía ha cambiado con el tiempo. El grupo ha luchado principalmente con el Capitán América.
En la primera aparición del personaje, que fue contratado por ellos para robar el cilindro Inferno-42. La primera vez que luchó Capitán América durante esta misión. Cuando Batroc se presentó con bravuconería típica, Cap reveló, para deleite de Batroc, que ya había oído hablar de la mercenaria?:" Batroc el saltador, eh Un maestro del savate!, El arte francés del boxeo con los pies". Más tarde, fue contratado nuevamente por Hydra y secuestró a Sharon Carter por ellos. Atrajo al Capitán América en una revancha, en la que insistió Hydra de no intervenir, y volvió a perder; Sin embargo, cuando los agentes de Hydra preparados para matar tanto al Cap y él mismo, Batroc, indignado por esos "hombres wizout honair," cambió de bando para ayudar al Cap contra Hydra. En estas dos historias, Batroc fue considerado como un combatiente mortal, su habilidad respetado por los enemigos y empleadores.
Entonces, Batroc fue contratado por una potencia extranjera para localizar un "sismo-bomba" con la primera brigada conocida de Batroc (que consiste en el original Espadachín y el Láser Viviente). Batroc luchó contra el Capitán América de nuevo. El Machinesmith del Barón Strucker es un androide conocido como 'la capilla', entonces contrató a la brigada nueva de Batroc (que consiste en Puercoespín y Torbellino) para luchar contra el Capitán América.
Batroc formó entonces una tercera brigada de Batroc, que consistía en varios secuaces sin nombre en lugar de supervillanos conocidos desde que los supervillanos habían fracasado con Batroc en el pasado. El extranjero Jakar, ocultando su verdadera naturaleza e intención, contrató a este grupo de secuestrar a los niños de Nueva York y para luchar contra el Capitán América y Falcon. Aunque Batroc sentía ningún reparo en secuestrar a los niños, al enterarse de la verdadera naturaleza de Jakar y su intención de utilizar las almas de los niños para revivir su carrera en estado de coma, sintió que su "sentido de honair" había sido violado por el engaño, y de nuevo cambió de bando, ayudando al Capitán América y Falcón para rescatar a los niños. Ward Meachum contrató entonces a la brigada de Batroc, que luchó a Puño de Hierro y un guerrero ninja, varios miembros de la brigada que mueren en el proceso.
Durante un tiempo después de eso, Batroc funciona sin una brigada. Junto a un extradimensional demonio aliado, Batroc trató de un robo de transuranium, pero fue detenido por el Capitán América y Spider-Man. Batroc era también un miembro de los "Defensores", un grupo de villanos que se suplantan los reales Defensores. Se comprometieron robos haciéndose pasar por miembros de los Defensores, hasta que se detiene por un contingente defensores. Junto a Mister Hyde, Batroc intentó realizar un plan de extorsión en contra de Manhattan. Él luchó Capitán América, pero cuando Mister Hyde decidió llevar a cabo la amenaza, que mataría a miles, Batroc, demostrando una vez más que había algunas líneas que no cruzaría, ayuda al Capitán América contra Hyde, salvar la ciudad.
Batroc formó entonces una nueva formación de la brigada de Batroc, de mayor duración - éste consiste en Zaran el Maestro de Armas y Machete. Este equipo fue visto por primera vez cuando Obadiah Stane los contrató para robar el escudo del Capitán América y Batroc finalmente tuvo éxito. Trick Shot contrató entonces a la brigada de Batroc para combatir a Hawkeye. Barón Helmut Zemo entonces empleó a la brigada de Batroc para adquirir los fragmentos de Bloodstone. Ellos luchaban al Capitán América y Diamondback. La brigada fue posteriormente contratada por Maelstrom para ayudar a construir un dispositivo que podría destruir el universo y luchado contra los Vengadores de los Grandes Lagos. Junto a mordedura de serpiente, Batroc también luchaba con el Punisher.
Más tarde, Batroc el saltador se presentó como miembro de un pequeño ejército de villanos organizados por Klaw para invadir Wakanda, que incluía a Rhino, Hombre Radioactivo, el Caníbal y el malvado Caballero Negro. Fue derrotado por guardaespaldas reales de Pantera Negra.
Durante el crossover de JLA / Vengadores, Batroc enfrentó brevemente a Batman cuando era uno de los villanos reclutados por Krona para su ejército. El caballero de la noche (fuera de pantalla) es derrotado por él. La Brigada de Batroc a continuación, se enfrentan a Batman, pero es asistido por Pantera Negra, Cazadora y Viuda Negra, en la derrota de la brigada.
Batroc tiene una hija que se unió en la maldad con la hija del similar de B-lista, supervillano Tarántula. Ambas hijas toman respectivos trajes y los títulos de sus padres. Supervisor expresa su sorpresa que la Tarántula y Batroc son heterosexuales antes de vencer a fondo las crías de los dos villanos, lanzándolos a su esfuerzo fuera de un edificio, teniendo en cuenta que él también 'odia a los estereotipos étnicos'.
Batroc sirvió brevemente en el grupo de villanos elaborado por la fuerza en el ejército de Thunderbolts del Barón Zemo. Pero después de regresar a su custodia federal, Batroc es registrado en la Ley de Registro de sobrehumanos, y fue enviado a un centro de formación sobrehumana situada en la Infantería de Marina Base Quantica en Virginia para entrenar a los reclutas en las artes marciales, antes de ser trasladado a Camp Hammond.
En última instancia, sin embargo, encontró trabajo a Batroc en un gobierno insatisfactoria y volvió a su vida mercenaria, enfrentando al nuevo Capitán América, mientras que en un trabajo de robar un elemento de la Naciones Unidas. Además, él estaba trabajando con El hombre sin cara, un ser misterioso del pasado del Capitán América. Es que pronto se revela que Batroc estaba robando los originales restos de la Antorcha Humana para la ingeniería inversa.
Batroc y un puñado de otros individuos súper, fueron acorralados a trabajar para modok en contra de sus deseos. Él estaba bien con ella pensando en ganar algo de dinero hasta que M.O.D.O.K. lo mató. Allí conoció a Gwen Poole, también conocida como Gwenpool que mató al asesino de su equipo y se atribuyó sus muertes, ganándose un lugar no deseado en el equipo. Averigua que no tiene poderes y sólo mató al asesino gracias a la suerte que iba a convertirla en hasta que ella lo convenció de que ella realmente podría ser de otro universo y conocer información útil. Entonces decidió hacerla menos de un pasivo mediante la enseñanza de sus movimientos reales del combate y el uso de armas. Posteriormente derrotó a MODOK cuando descubrió su secreto y se hizo cargo del equipo brevemente. Después de una pelea con algunos extranjeros en los que no se les paga el grupo se separó.
Durante el Imperio Secreto, Batroc el saltador aparece como miembro del Ejército del Mal. Él junto con Láser Viviente y Torbellino atacar a un ojerosa, hombre de la barba en el desgarrado uniforme del ejército de la Segunda Guerra Mundial que se identifica como Steve Rogers. Es asistido por personas que parecen ser Sam Wilson y un Bucky Barnes con ambos brazos.

## Poderes y habilidades
Batroc el saltador no tiene habilidades sobrehumanas, pero está en mejor estado físico en todos los aspectos. Tiene nivel olímpico en pesas y tiene una extraordinaria agilidad y reflejos. Los músculos de sus piernas están particularmente bien desarrolladas, lo que le permite saltar grandes distancias como un atleta olímpico. Es un artista marcial y un combatiente experto en la lucha cuerpo a cuerpo y está especializado en el savate (kickboxing de estilo francés), aunque también es experto en otras artes marciales como Krav Maga. Él también es experto en Parkour. También es un hábil táctico militar, habiendo estado anteriormente en la Legión Extranjera Francesa.
Batroc es también un experimentado ladrón y traficante, y habla francés e inglés. Aunque, como mercenario, no duda en realizar cualquier acto criminal para sus clientes, Batroc tiene un fuerte sentido del honor; que se volverá contra cualquier cliente que se sienta le ha engañado injustamente a cometer delitos a los cuales no podría de otro modo haber realizado.

## Otras versiones
En Ultimate Marvel, Batroc el Saltador es un ladrón de joyas francés. Las habilidades de artes marciales de esta versión también están presentes. Cuando él y sus matones robaban una joyería, son detenidos por el nuevo "ataque de veneno" de Spider-Man.
En la continuidad de MC2, Batroc el Saltador todavía opera su propio sindicato criminal, hasta que Sueño Americano lo detenga.
Una versión zombief de Batroc aparece en la tercera entrega de la serie Marvel Zombies, donde es asesinado por la marca de bola y cadena de concreto de Carl Creel.
En la continuidad alternativa del 2005, la historia "House of M", Batroc el saltador es un miembro de la capilla extensa del criminal imperio. Participó en la toma de posesión de Santo Rico y se quedó para luchar cuando llegó la Guardia Roja, para proteger a la población del sapiens. Fue el primero de ellos en morir, atacado por el Agente Sapo y terminado por dos soldados de S.H.I.E.L.D.

## En otros medios

### Televisión
- Batroc el saltador aparece en el fragmento correspondiente al Capitán América de The Marvel Super Heroes.
- Batroc el saltador aparece en el episodio Stranger From a Savage Land de la serie The Super Hero Squad Show episode "Stranger From a Savage Land" (actor de voz A.J. Buckley).[36] Ayuda a Dientes de Sable, Bola de Trueno, y a Sapo a robar a Zabu del zoológico de Super Hero City.
- Batroc el saltador aparece en la serie de 2010 Black Panther: The Animated Series (actor de voz J. B. Blanc). Se encuentra entre los supervillanos reclutados por Klaw para invadir Wakanda.
- Batroc hace una breve aparición en el episodio The Big House de la serie animada The Avengers: Earth's Mightiest Heroes como uno de los villanos encarcelados en una de las cuatro celdas mientras Pensador Loco habla a su prisionero Torbellino.
- Batroc aparece en la serie Ultimate Spider-Man, con la voz Rob Paulsen en acento francés.[37] En el episodio Dooomed, Batroc el saltador aparece como un simple ladrón más que como un mercenario, y su relación con Machete y Zaran no ha sido mencionada en la serie. Su poder de salto está mejorado hasta el punto de que le hace capaz de escalar paredes verticales, siempre que tenga puntos de apoyo para los pies.[38] Batroc también aparece en el episodio Electro de la segunda temporada. También aparece en la tercera temporada y cuarta temporada, Hydra lo mejora con un exoesqueleto de todo el cuerpo formado a partir de energía pura.[39]

### Universo cinematográfico de Marvel
Georges Batroc aparece en medios ambientados en el Universo cinematográfico de Marvel, interpretado por Georges St-Pierre. Esta versión es un mercenario y pirata argelino.
- Batroc el saltador aparece en la película Capitán América y el Soldado de Invierno (2014), en la que secuestra un barco de S.H.I.E.L.D. hasta que un equipo de ataque S.H.I.E.L.D. liderado por Steve Rogers y Natasha Romanoff neutraliza y arresta a Batroc y sus hombres. Nick Fury más tarde le revela a Rogers que contrató a Batroc para tomar el barco y darle una excusa para enviar a Romanoff a bordo para que pudiera robar archivos confidenciales de S.H.I.E.L.D. que apuntaban a una conspiración de HYDRA.
- Batroc el saltador aparece en la próxima serie de Disney+, The Falcon and The Winter Soldier (2021).[41][42] Trabaja con el grupo terrorista, LAF, para tomar como rehén a un miembro de la Fuerza Aérea de los Estados Unidos, solo para ser derrotado por Sam Wilson. Después de aliarse con Karli Morgenthau y los Flag Smashers, es asesinado por Sharon Carter en el final, "One World, One People".
- St-Pierre expresa una versión alternativa de la línea de tiempo de Batroc en la serie animada de Disney+ What If...?, episodio "¿Qué pasaría si... El Vigilante rompiera su juramento?".[43]

### Videojuegos
- Batroc el saltador aparece como un mini-jefe en Spider-Man and Captain America in Doctor Doom's Revenge.
- Batroc el saltador aparece en Marvel: Avengers Alliance.[44] Batroc puede enfrentarse en Wakanda, en caso de que el jugador elija enfrentarse a los terroristas de Gorila Blanco bajo el consejo de Dell Rusk.
- Batroc el saltador aparece en Marvel Heroes. El jugador puede ir a Industry City y encontrarlo en uno de los eventos que tienen lugar allí.

### Juguetes
- Una figura de acción Batroc de seis pulgadas fue liberado como parte de Leyendas Marvel de Hasbro en la línea de juguetes en 2015.